# Sauvignac
Sauvignac ist eine westfranzösische Gemeinde mit 98 Einwohnern (Stand: 1. Januar 2022) im Département Charente in der Region Nouvelle-Aquitaine (vor 2016 Poitou-Charentes). Sie gehört zum Arrondissement Cognac und zum Kanton Charente-Sud. Die Einwohner werden Sauvignacais genannt.

## Lage
Sauvignac liegt etwa 46 Kilometer südsüdwestlich von Angoulême. Umgeben ist Sauvignac von den Nachbargemeinden Saint-Vallier im Nordwesten und Norden, Yviers im Osten, La Genétouze im Südosten und Süden, Le Fouilloux im Südwesten sowie Boresse-et-Martron im Westen und Nordwesten.

## Bevölkerungsentwicklung
| Jahr                       | 1962 | 1968 | 1975 | 1982 | 1990 | 1999 | 2006 | 2019 |
| Einwohner                  | 152  | 154  | 148  | 121  | 102  | 96   | 104  | 106  |
| Quellen: Cassini und INSEE |      |      |      |      |      |      |      |      |

## Sehenswürdigkeiten
- Kirche Saint-Hilaire aus dem 12. Jahrhundert

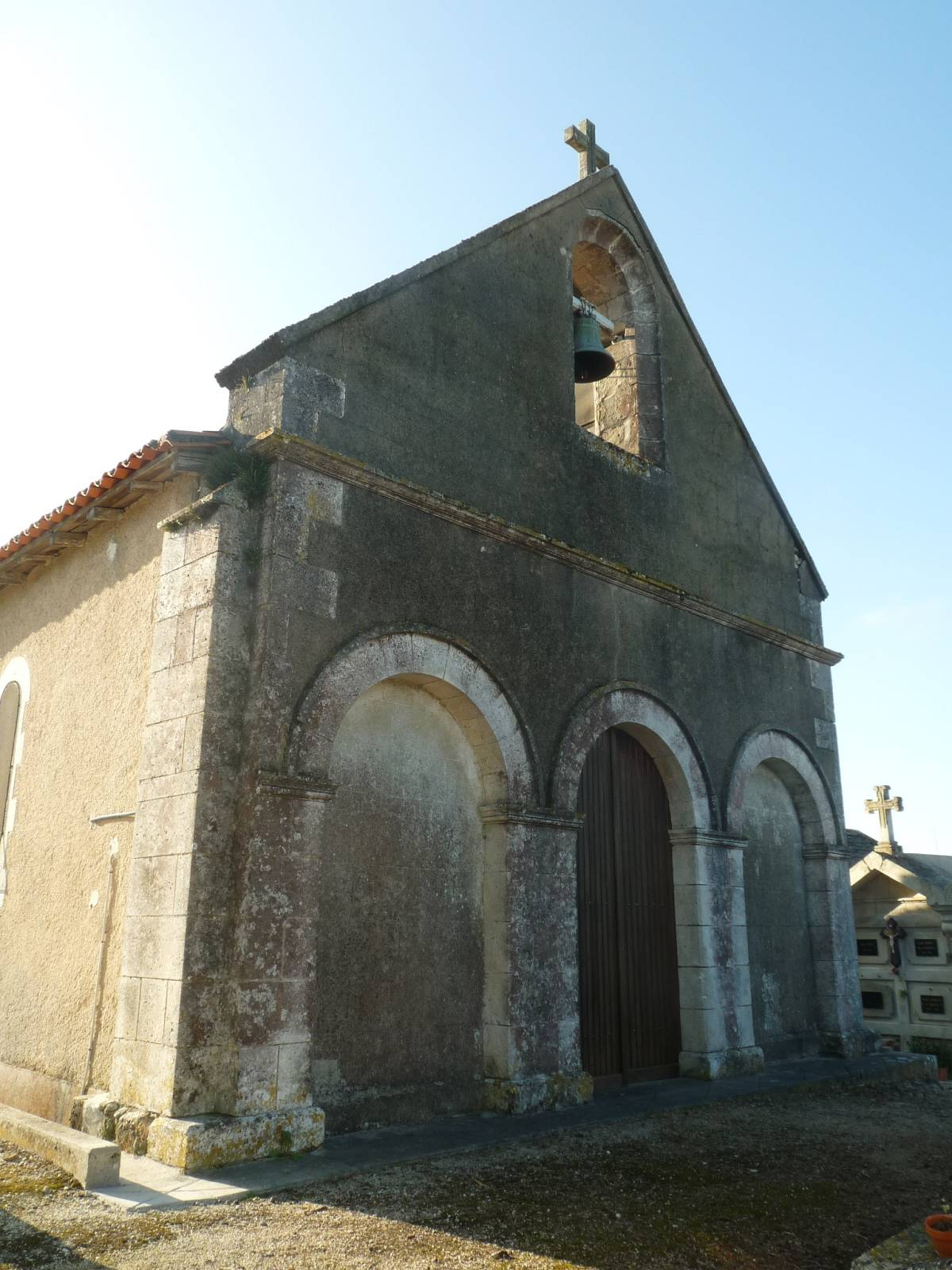
Kirche Saint-Hilaire